# Kaliningrad-Stadion
Das Kaliningrad-Stadion (russisch Калининградский Стадион), auch Arena Baltika genannt, ist ein Fußballstadion in der russischen Stadt Kaliningrad (ehemals Königsberg). Die Anlage war einer der Austragungsorte der Fußball-Weltmeisterschaft 2018 und löste das Baltika-Stadion als Spielstätte des Fußballclubs Baltika Kaliningrad ab. Seit August 2023 trägt das Stadion offiziell den Namen „Rostec Arena“, benannt nach dem russischen Rostec-Konzern.

## Geschichte
Der Bau erfolgte für die Fußball-Weltmeisterschaft 2018. Demnach erhielt Kaliningrad ein großes Stadion im Stadtzentrum, und zwar auf der Pregel-Insel Lomse. Kaliningrad war der westlichste Austragungsort der Weltmeisterschaft.
Für den Bau wurden auf der Lomse deshalb umfangreiche geologische und bautechnische Untersuchungen auf dem vorgesehenen Terrain durchgeführt. Man ging davon aus, dass für die Bauarbeiten zur zusätzlichen Befestigung des Untergrunds ein Bodenaustausch mit dem Kaliningrader Seeschifffahrtskanal nötig sein wird. Der gesamte Bauplatz wird darüber hinaus befestigt werden müssen. Am Beginn der Bauarbeiten im September 2015 wurden 12.000 Pfeiler in den Boden gesetzt, um den Bau zu stützen.
Das Stadion war zunächst für 45.000 Zuschauer, auf 20.000 temporären Plätzen, konzipiert, die nach der Fußball-WM auf 25.000 Plätze reduziert werden können. Zur Kostensenkung und besseren Nachnutzung wurde die Zahl Anfang 2015, mit Genehmigung der FIFA, auf rund 35.000 Plätze reduziert.
Die Kosten sollten insgesamt umgerechnet 354 Mio. Euro betragen. Neben dem Stadion mit der dazugehörigen Infrastruktur werden im Gebiet mehrere Trainingszentren in Selenogradsk und Pionerski sowie bei Gurjewsk entstehen. Im September 2015 wurde bekannt, dass der Vertrag über den Stadionbau erst Ende Oktober 2015 bzw. Anfang November 2015 unterzeichnet werde.
Geplant war, dass der Bau des Stadions Ende 2014 beginnt und bis Sommer 2017 endet. Die geplante offizielle Eröffnung des WM-Stadions in Kaliningrad sollte am 22. März 2018 mit einem Testspiel zwischen der zukünftigen Heimmannschaft Baltika Kaliningrad und dem FC Schalke 04 stattfinden. Diese Partie wurde am 28. Februar – auf Empfehlung des russischen Sportministeriums – wegen der noch arktischen Temperaturen in Russland abgesagt. Vor dem 11. April 2018 sollte in den WM-Stadien kein Fußballspiel ausgetragen werden.
Das Kaliningrad-Stadion war Ende März 2018 praktisch fertiggestellt, und die FIFA gab die Genehmigung für den Spielbetrieb. Nur letzte Einrichtungsgegenstände mussten noch verbaut werden. Das WM-Stadion wurde am 11. April 2018 mit der Partie Baltika Kaliningrad gegen Krylja Sowetow Samara eröffnet. Zum Eröffnungsspiel war die Zuschauerzahl zu Testzwecken auf 15.000 begrenzt. Dieser Test verlief erfolgreich, so dass größere Besucherzahlen zugelassen werden konnten.

## Spiele der FIFA-WM 2018 in Kaliningrad
Im Stadion wurden während der FIFA-Fußball-Weltmeisterschaft 2018 vier Spiele während der Gruppenphase ausgetragen.
| Datum         | Gruppe   | Mannschaft | Mannschaft | Ergebnis  | Zuschauer |
| ------------- | -------- | ---------- | ---------- | --------- | --------- |
| 16. Juni 2018 | Gruppe D | Kroatien   | Nigeria    | 2:0 (1:0) | 31.136    |
| 22. Juni 2018 | Gruppe E | Serbien    | Schweiz    | 1:2 (1:0) | 33.167    |
| 25. Juni 2018 | Gruppe B | Spanien    | Marokko    | 2:2 (1:1) | 33.973    |
| 28. Juni 2018 | Gruppe G | England    | Belgien    | 0:1 (0:0) | 33.973    |